# Байрактарай, Арбен
Арбе́н Байрактара́й (фр. Arben Bajraktaraj; род. 29 января 1973, Социалистическая Республика Сербия, Косово) — французский актёр.

## Биография
Арбен Байрактарай родился 29 января 1973 года в Сербии, Косове (в составе тогдашней СФРЮ) в семье албанского происхождения.

## Карьера
Арбен начал свою актёрскую карьеру в 1996 году. Байрактарай дебютировал в кино в 2000 году, сыграв роль в фильме «Механизм женщин». В 2007—2010 года он сыграл[стиль] Антонина Долохова в двух фильмах о Гарри Поттере — «Гарри Поттер и Орден Феникса» (2007) и «Гарри Поттер и Дары Смерти. Часть 1». Всего он сыграл в 35-ти фильмах и телесериалах.

## Избранная фильмография
| Год  |   | Русское название                    | Оригинальное название                         | Роль               |
| ---- | - | ----------------------------------- | --------------------------------------------- | ------------------ |
| 2007 | ф | Гарри Поттер и Орден Феникса        | Harry Potter and the Order of the Phoenix     | Антонин Долохов    |
| 2008 | ф | Заложница                           | Taken                                         | Марко Хокса        |
| 2010 | ф | Гарри Поттер и Дары Смерти. Часть 1 | Harry Potter and the Deathly Hallows — Part 1 | Антонин Долохов    |
| 2019 | ф | Плейбой под прикрытием              | Nicky Larson et le Parfum de Cupidon          | Чёрные Перчатки    |
| 2023 | ф | Девятые врата: Пандемониум          | Pandemonium                                   | Даниэль            |
| 2024 | ф | Последний день Земли                | Survivre                                      | Человек с гарпуном |